# Pholcomma antipodianum
Espèce
Synonymes
- Erigone antipodiana Forster, 1955

Pholcomma antipodianum est une espèce d'araignées aranéomorphes de la famille des Theridiidae.

## Distribution
Cette espèce est endémique des îles des Antipodes au sud-est de la Nouvelle-Zélande.

## Étymologie
Son nom d'espèce lui a été donné en référence au lieu de sa découverte, les îles Antipodes.

## Publication originale
- Forster, 1955 : Spiders from the subantarctic islands of New Zealand. Records of the Dominion Museum, vol. 2, no 4, p. 167-203.